# Communauté de communes de la Norma
La communauté de communes de la Norma est une ancienne communauté de communes française, située dans le département de la Savoie.
Elle est, depuis 2013, regroupée dans la nouvelle Communauté de communes du canton de Modane.

## Histoire
La communauté de communes de la Norma a été créée par arrêté préfectoral du 15 décembre 1988. Elle a été dissoute par arrêté préfectoral du 30 mai 2013.

## Composition
La communauté de communes est composée de deux communes :
- Avrieux
- Villarodin-Bourget

## Administration
C’est un établissement public de coopération intercommunale (EPCI) à fiscalité propre, c’est-à-dire qu’il prélève des taxes et redevances pour exercer les compétences que les communes lui ont transférées.
En 2008, la communauté de communes est présidée par Antoine Pla.